# SS-27 Sickle-B
SS-27 Sickle-B je NATO-ova oznaka ruskog mobilnog interkontinentalnog projektila koji je postavljen na mobilnim lansirnim rampama. Izvorno rusko ime za projektil je Topol-M. U ruskim oružanim snagama ovaj sustav oružja je registriran pod nazivom RT-2PM2.

## Razvoj
Interkontinentalna raketa SS-27 Sickle-B je dalji razvoj rakete SS-25 Sickle. Sistem je nastao kao reakcija na planove Sjedinjenih Američkih Država oko izgradnju raketnog obrambenog štita (ROŠ, engl. NMD). 
Godine 1991. počelo se s razvojem ovog sustava u projektantskom koncernu MITT (Moskovski institut za termičku tehniku).
Godine 1997. isporukom dvije prve rakete počelo je uvođenje Sistema SS-27 Sickle-B u naoružanje Ruske vojske i to u području Saratova.
Nova mobilna lansirna rampa je uspješno testirana 24. prosinca 2004. godine, a u prosincu 2006. počela je isporuka sustava Ruskoj vojsci.
SS-27 Sickle-B (Topol-M) je raketa s tri stupnja na kruto gorivo. U izradi se koriste moderni kompozitni materijali, a proizvodi se u Tvornici strojeva Votkin.
Iz Topol-M su izvedene rakete: Bulava SLBM (varijanta za opremanje podmornica), te RS-24 koja je prvi put testirana 2007 godine (pouzdano se samo zna da je nešto teža od SS-27 Sickle-B, a pretpostavlja se da ima sposobnost višestrukog mijenjanja putanja do cilja).

## Tehnologija
Raketni sustav SS-27 Sickle-B je smješten na vrlo pokretljivom robusnom terenskom vozilu MZKT-79221, a jedno vozilo je opremljeno s po jednom raketom.
Zbog mogućnosti brzog premještanja, protivniku je ovaj sistem teško lokalizirati tako da se u eventualnom ratu ne može računati s preventivnim uništavanjem.
Projektil je opremljen s MIRV nuklearnim bojnim glavama čija je eksplozivna snaga 550 kT. Tehnologija odabiranja ciljeva i upravljanja je vrlo napredna i ima preciznost od 350m.
Bojna glava je sposobna da tokom leta prema cilju promijeni svoju balističku putanju u polubalističku. Time je smanjena mogućnost njenog presretanja projektilima iz antiraketnog štita koji trenutno razvijaju SAD-a. Stručnjaci iz SAD-a i NATO-a procijenili su da je Topol-M izvanredno oružje za drugi udar u nuklearnom ratu i vrlo dobro oružje za početni nuklearni napad.

## Status
Početkom 2008. godine ruska vosjka je imala 54 Topol-M u podzemnim silosima u blizini Tatiseva, te 6 mobilnih sustava u području Tejkova. Planirano je do 2015. godina razviti 120 sustava. NATO procjenjuje da je sljedeće mjesto postavljanja projektila u područje Uzhura, gdje će Topol-M zamijeniti projektile R-36MUTTH (NATO-ova oznaka: SS-18)

## Tehnički podaci SS-27 Sickle-B
- Borbeni sustav: RS-12PM Topol-M
- Navigacija: Inercijalna i GLONASS
- NATO-ova oznaka: SS-27 Sickle-B
- Uvođenje u naoružanje: 1997. godine
- Pogon: 3 stupnja na kruto gorivo
- Dužina: 22.70 m
- Prosječan promjer trupa: 1.86 m
- Težina: 47.200 kg
- Težina bojne glave: 1.200 kg
- Bojeva glava: MIRV 550 kt
- Uspješan domet: 10.500 km
- Preciznost pogotka: Ispod 350 m